# Sergiu Celac
Sergiu Celac (ur. 26 maja 1939 w Bukareszcie) – rumuński prawnik, dyplomata i polityk, który sprawował stanowisko ministra spraw zagranicznych Rumunii: pomiędzy 24 listopada 2014 a 17 listopada 2015 roku.

## Życiorys
Ukończył studia z zakresu filologii angielskiej na Uniwersytecie Bukareszteńskim. W 1961 podjął pracę jako urzędnik w ministerstwie spraw zagranicznych. W latach 1962–1967 pracował jako sekretarz wiceministra spraw zagranicznych, pełnił także funkcję tłumacza. W 1968 objął stanowisko wicedyrektora, a następnie dyrektora Departamentu Planowania Politycznego w ministerstwie. W czasie 14 sesji Zgromadzenia Ogólnego ONZ pełnił funkcję tłumacza delegacji rumuńskiej. Z powodów ideologicznych w 1978 Celac został usunięty z ministerstwa. Po odejściu rozpoczął pracę w wydawnictwie, zajmującym się publikowaniem encyklopedii (Editura Științifică și Enciclopedică). Pracę tę wykonywał do grudnia 1989.
W grudniu 1989 należał do grona ścisłych współpracowników Iona Iliescu. Po upadku Nicolae Ceaușescu został ministrem spraw zagranicznych w rządzie Petre Romana. Funkcję tę sprawował do czerwca 1990. W latach 1990–1996 pełnił funkcję ambasadora Rumunii w Wielkiej Brytanii i Irlandii. W 1996 w randze ambasadora wyjeżdżał w misjach dyplomatycznych na Bałkany, na Kaukaz i do Azji Środkowej. W 1998 kierował Departamentem Politycznym w ministerstwie spraw zagranicznych. W sierpniu zrezygnował z pracy w ministerstwie i poświęcił się pracy naukowej. W latach 2002–2004 pełnił funkcję doradcy prezydenta Rumunii.
Jest żonaty (żona Silvia), nie ma dzieci.

## Nagrody i wyróżnienia
- Order Gwiazdy Socjalistycznej Republiki Rumunii IV klasy (1971)[1]
- Krzyż Wielkiego Oficera Orderu Wiernej Służby (2000)[2]